# Pune (accantonamento)
L'accantonamento di Pune è una suddivisione dell'India, classificata come cantonment board, di 80.191 abitanti, situata nel distretto di Pune, nello stato federato del Maharashtra. In base al numero di abitanti la città rientra nella classe II (da 50.000 a 99.999 persone). L'accantonamento di Pune costituisce un sobborgo sud-orientale della città di Pune

## Geografia fisica
La città è situata a 18° 31' 09 N e 73° 53' 39 E.

## Società

### Evoluzione demografica
Al censimento del 2001 la popolazione dell'accantonamento di Pune assommava a 80.191 persone, delle quali 41.299 maschi e 38.892 femmine. I bambini di età inferiore o uguale ai sei anni assommavano a 8.034, dei quali 4.022 maschi e 4.012 femmine. Infine, coloro che erano in grado di saper almeno leggere e scrivere erano 65.355, dei quali 35.027 maschi e 30.328 femmine.